# Manitoga
Pour les articles homonymes, voir Dragon (homonymie) et Rock (homonymie).
Manitoga ou Dragon Rock ou Russel Wright Design Center est une maison organique-atelier d'artiste américaine, construite entre 1941 et 1961 par le couple de designer-céramiste américain Russel Wright et Mary Wright (en), à Garrison, à 100 km au nord de New York, dans l'État de New York aux États-Unis. Elle est inscrite au Registre national des lieux historiques depuis 1996, National Historic Landmark depuis 2006, et transformée en musée depuis 2004,.

## Historique
Le couple Russel et Mary Wright (qui vit dans un appartement de Park Avenue de Manhattan à New York) construit cette maison en bois organique entre 1941 et 1961, avec l'architecte new-yorkais David Leavitt, pour des séjours en harmonie avec la nature, sur une ancienne carrière abandonnée de 30 hectares, au bord de la route New York State Route 9D (en), du sentier des Appalaches, et des rives de l'Hudson (fleuve). 

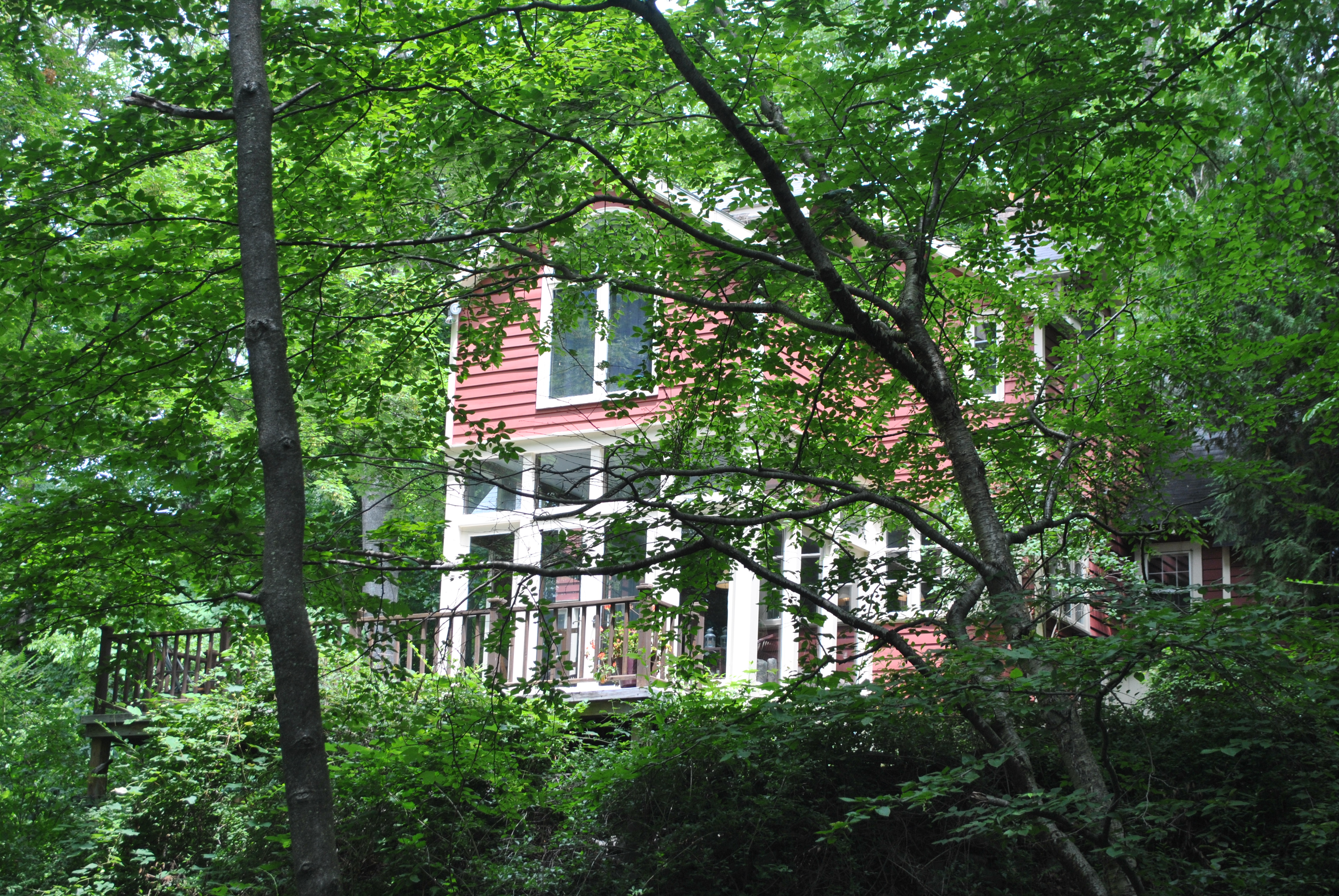
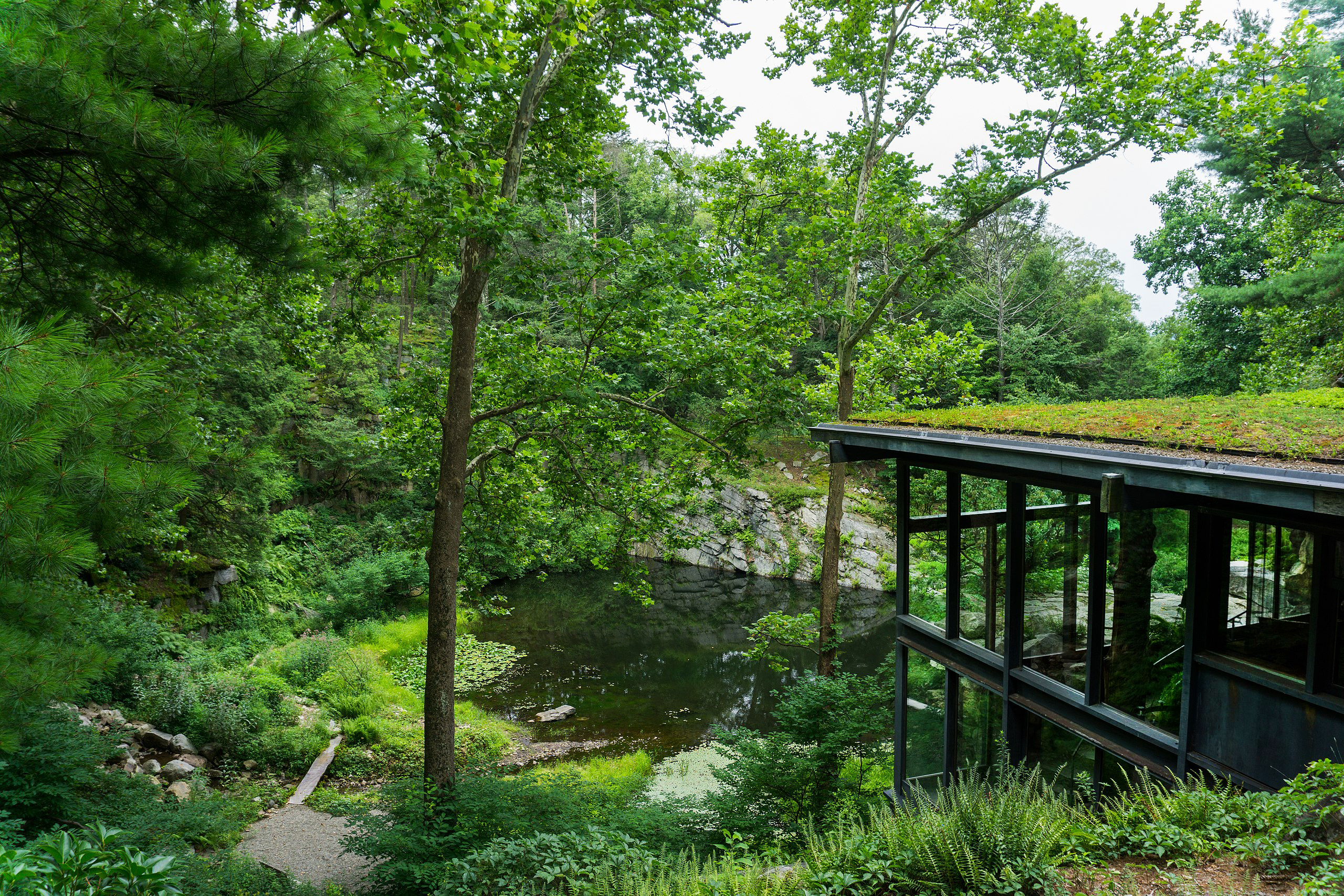
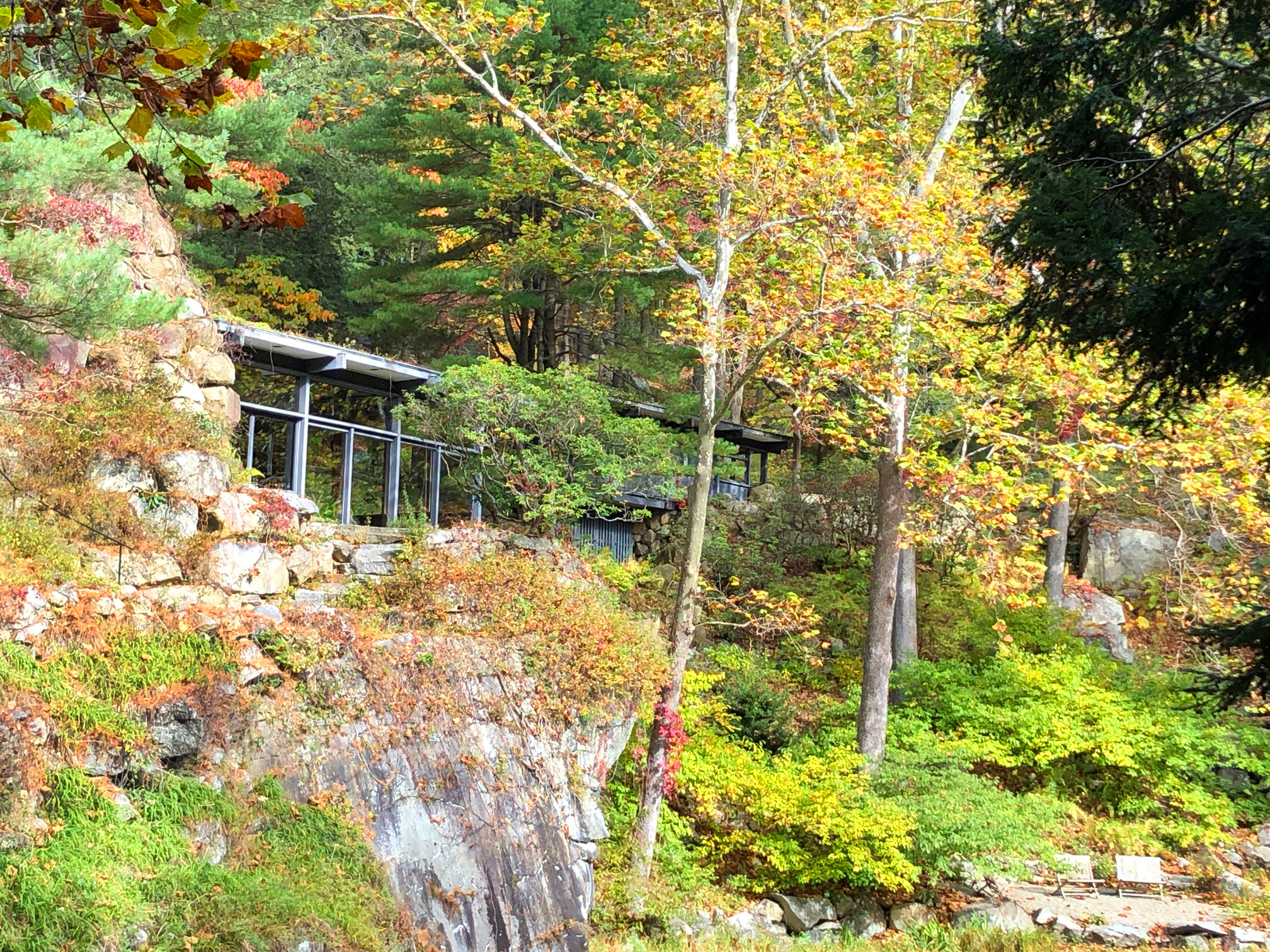

Ils aménagent et paysagent l'ancienne carrière en jardin-forêt, en détournant un ruisseau pour créer une chute d'eau de 9 m de haut et un lac. 

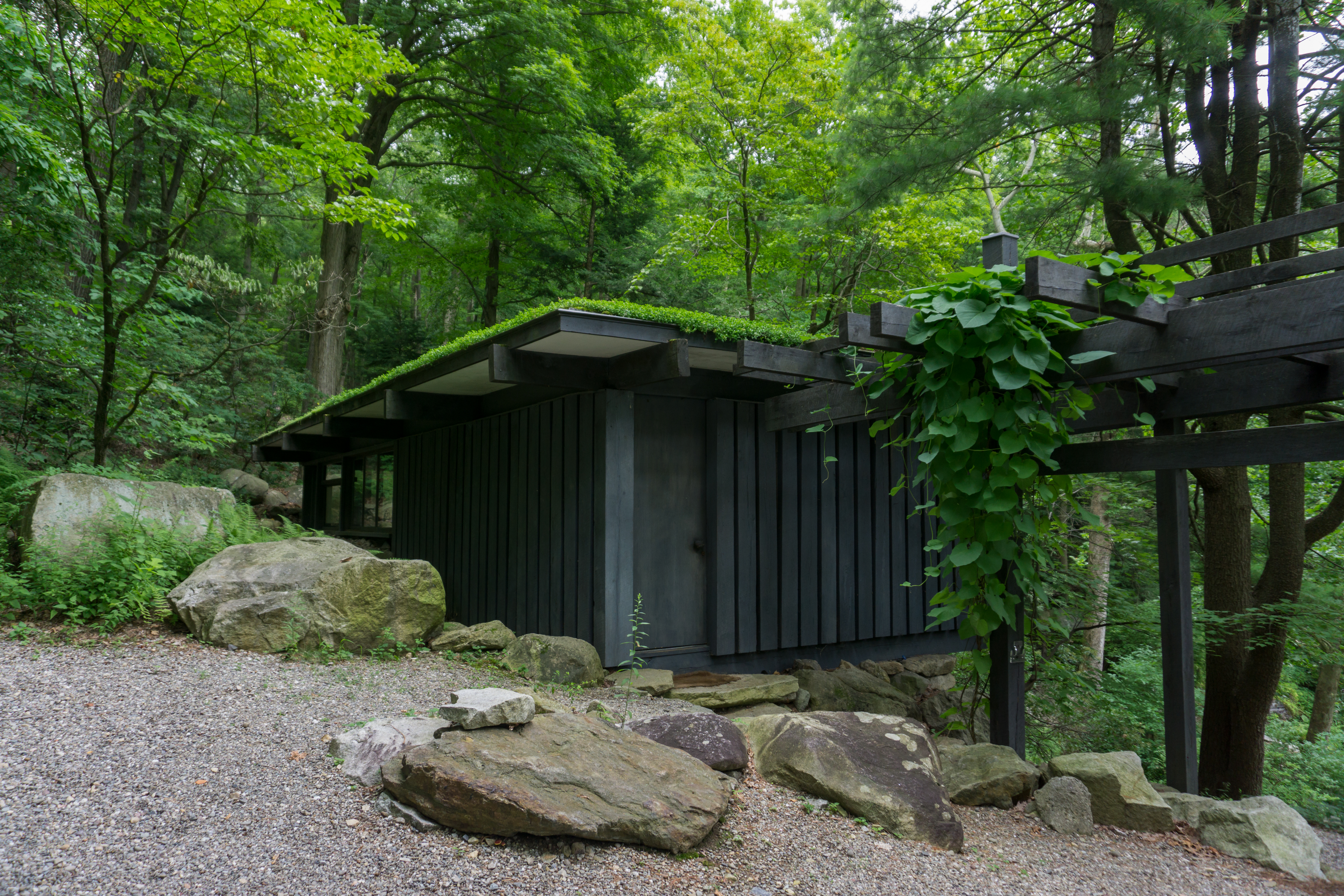
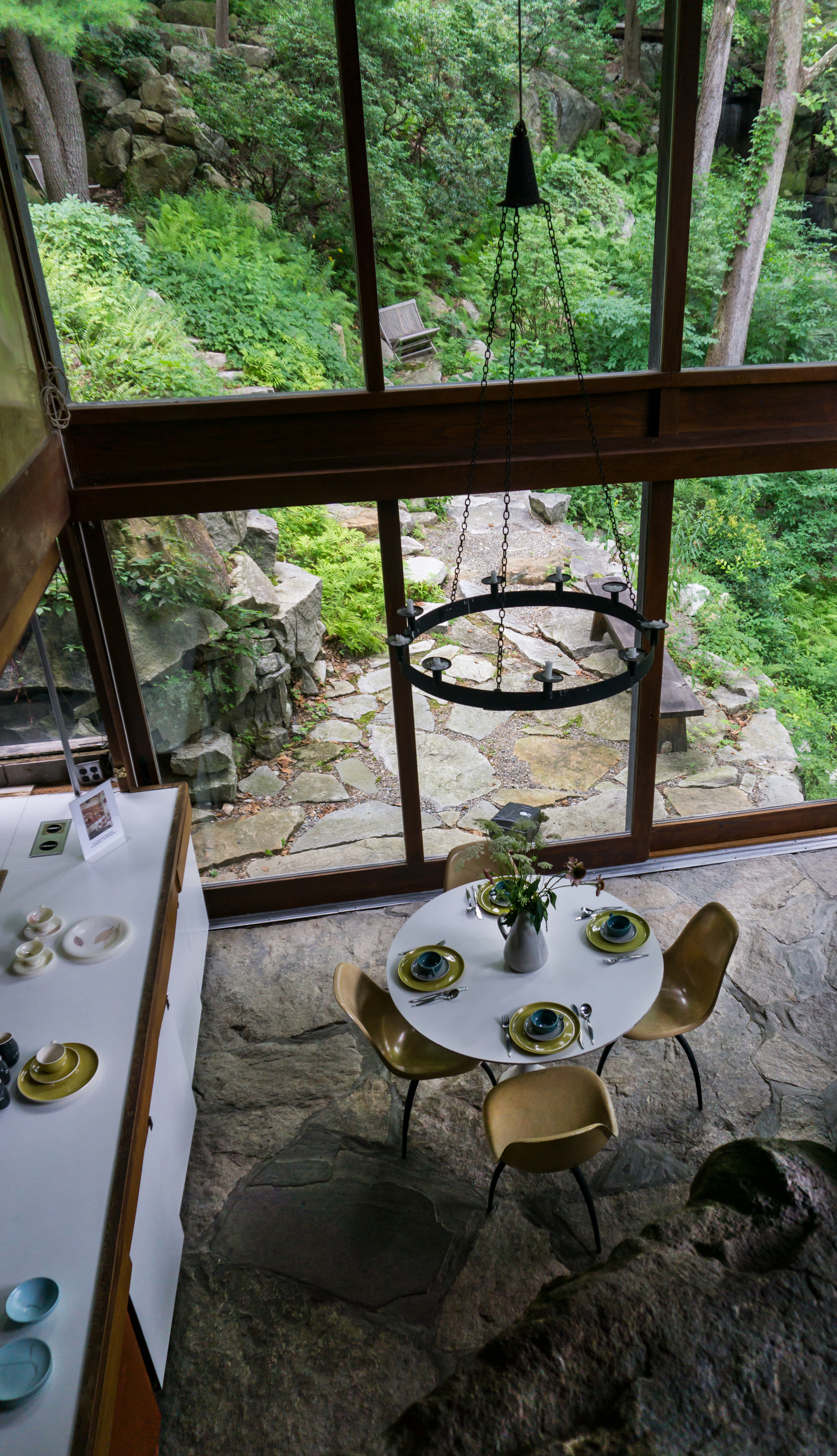
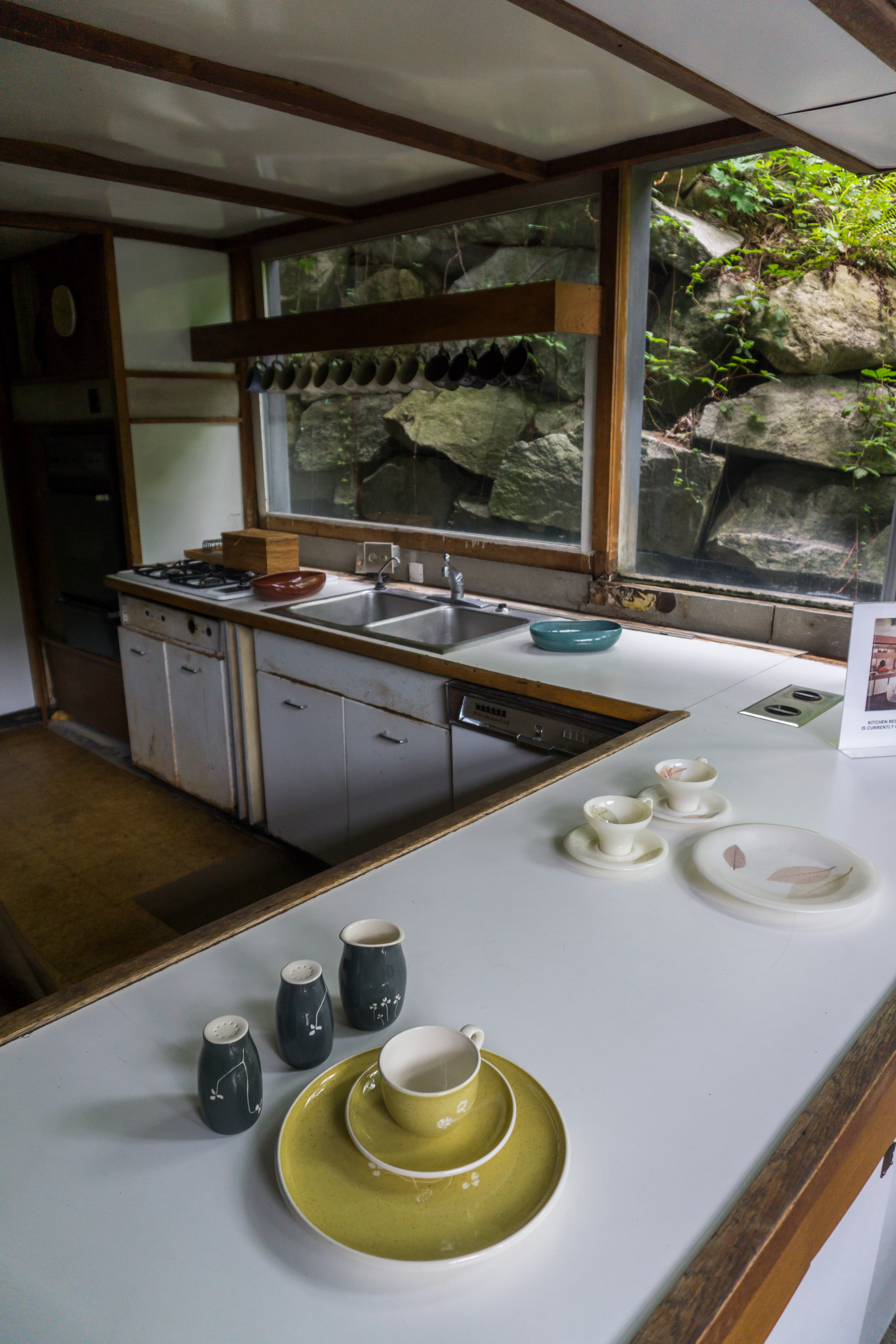

Inspirés entre autres de la maison sur la cascade de Frank Lloyd Wright, de Ben Rose House ou Farnsworth House en Illinois, et de l'architecture californienne moderne..., ils construisent leur maison en bois, et leur atelier d'artiste attenant à flanc de roche, en immersion dans la nature, en pierres, rochers et en bois, avec pergola, toiture végétale, et vastes baies vitrées avec vue panoramique sur la nature environnante.  

## Musée
A la fin de sa vie, Russel Wright et sa fille héritière Annie lèguent la maison en 1975 à l'ONG américaine de protection de l'environnement The Nature Conservancy, pour en faire un musée ouvert au public depuis 2004, avec de nombreuses œuvres et créations artistiques du couple,,.    